# Oribatida
Sous-ordre
Les Oribatida (en français : oribates) forment un sous-ordre d'acariens appartenant au super-ordre des Acariformes.
On différencie les oribates supérieurs des inférieurs. Une caractéristique qui aide à faire la différence est l'espace qui sépare les deux orifices génital et anal protégés par une paire de plaques chacun. Chez les oribates inférieurs les plaques génitales et anales sont adjacentes et couvrent toute la longueur ventrale. Les oribates supérieurs, quant à eux, ont les plaques génitales et anales bien séparées, souvent les plaques génitales se trouvent près des pattes alors que les plaques anales seront plus basses sur l'opisthosome ("abdomen").
On retrouve aussi chez certains supérieurs une paire de ptéromorphes (sortes d'ailes qui servent à se dissimuler et non pas à voler).
Une équipe internationale composée de la France, la Russie et la Chine a retrouvé sur un fossile d’insecte vieux de 320 millions d’années, la présence d’un petit oribate. Cette découverte recule d’environ 200 millions d’années l’âge d’un des sous-ordres : les mixonomates. Mais surtout elle met en évidence la plus ancienne association symbiotique entre un acarien et un autre organisme.
Ces animaux mycophages constituent à eux seuls 50 à 80% des Acariens terricoles. Ils jouent un rôle important dans la décomposition de la litière des sols et participent ainsi à la libération des éléments nutritifs nécessaires pour les plantes

## Liste des taxons subordonnés
Selon World Register of Marine Species (9 juin 2011) :
- super-famille Achipterioidea
- super-famille Ameronothroidea
- super-famille Brachychthonioidea
- super-famille Carabodoidea
- super-famille Ceratozetoidea
- super-famille Crotonioidea
- super-famille Ctenacaroidea
- super-famille Epilohmannioidea
- super-famille Eremelloidea
- super-famille Euphthiracaroidea
- super-famille Galumnoidea
- super-famille Gustavioidea
- super-famille Hermannielloidea
- super-famille Hermannioidea
- super-famille Licneremaeoidea
- super-famille Lohmannioidea
- super-famille Microzetoidea
- super-famille Niphocepheoidea
- super-famille Oppioidea
- super-famille Oribatelloidea
- super-famille Oripodoidea
- super-famille Otocepheoidea
- super-famille Parhypochthonioidea
- super-famille Passalozetoidea
- super-famille Pelopoidea
- super-famille Phenopelopoidea
- super-famille Phthiracaroidea
- super-famille Plateremaeoidea
- super-famille Protoplophoroidea
- super-famille Tectocepheoidea

Selon ITIS (9 juin 2011) :
- infra-ordre Brachypylina Hull, 1918
- infra-ordre Enarthronota Grandjean, 1947
- infra-ordre Holosomata Grandjean, 1969
- infra-ordre Mixonomata Grandjean, 1969
- infra-ordre Palaeosomata Grandjean, 1969
- infra-ordre Parhyposomata Balogh & Mahunka, 1979